# Links
Links（リンクス）は、プルダウンメニュー体系をそなえたオープンソースのテキスト/グラフィックウェブブラウザである。
Lynx や w3m とは異なり、テキストのみの環境でポップアップウィンドウやメニューなどのGUIの典型的な要素を利用したいと考えているユーザー向けに作成されている。2023年10月現在も日本語に対応しておらず、文字化けが起こる。

## 概要
Linksはテキストブラウザとグラフィックウェブブラウザ両方の面で開発されている。
Windowsの場合はインストールすると、「Links」と「Links Graphics」の2つがインストールされ、それぞれ、テキストブラウザ、グラフィックブラウザとして利用できる。「Links」はCLI上で開き、「Links Graphics」はスタンドアロンアプリケーションとして開く。また、「Links」はCLI上で開かれるがマウスでの操作が可能である。反対に、「Links Graphics」はGUI上で動作するがキーボードのみで操作を行うことが可能である。それぞれの操作方法は共通しており、全く同じ操作方法での操作が可能である。
また、同じ読み方のLynxに影響を受けたソフトウェアであり、公式サイト上では一部のソースコードを参考にした旨が記載されている。

## 仕様[4]
- HTML 4.0のサポート(CSSはサポートなし)
- HTTP 1.1のサポート
- グラフィックスモードでの画像の表示(テキストモードでは不可)。GIF、JPEG、PNG、XBM、TIFFが表示可能。
- ブックマークの使用
- HTMLタグの、「Table」、「frames」のサポート。
- 画面の横スクロール
- プルダウンメニューでのコントロール
- 33の言語のサポート(2023年10月現在で日本語は非対応)
- 複数の文字コードのサポート

## 派生版

### ELinks
ELinksは2001年に、ペーター・バウディスが開発を開始したウェブブラウザ。Linux、Unixに対応しており、CSSの部分的サポートや、タブのサポートなどがされている。2023年10月現在も開発中。

### Hacked Links
Hacked Linksは、ELinksの機能の一部を Linksに統合したLinksの別バージョン。しかし、2023年10月現在はコミュニティーはなくなっており、Web archiveからのみ閲覧できる。